# نبرد آرتمیزیوم

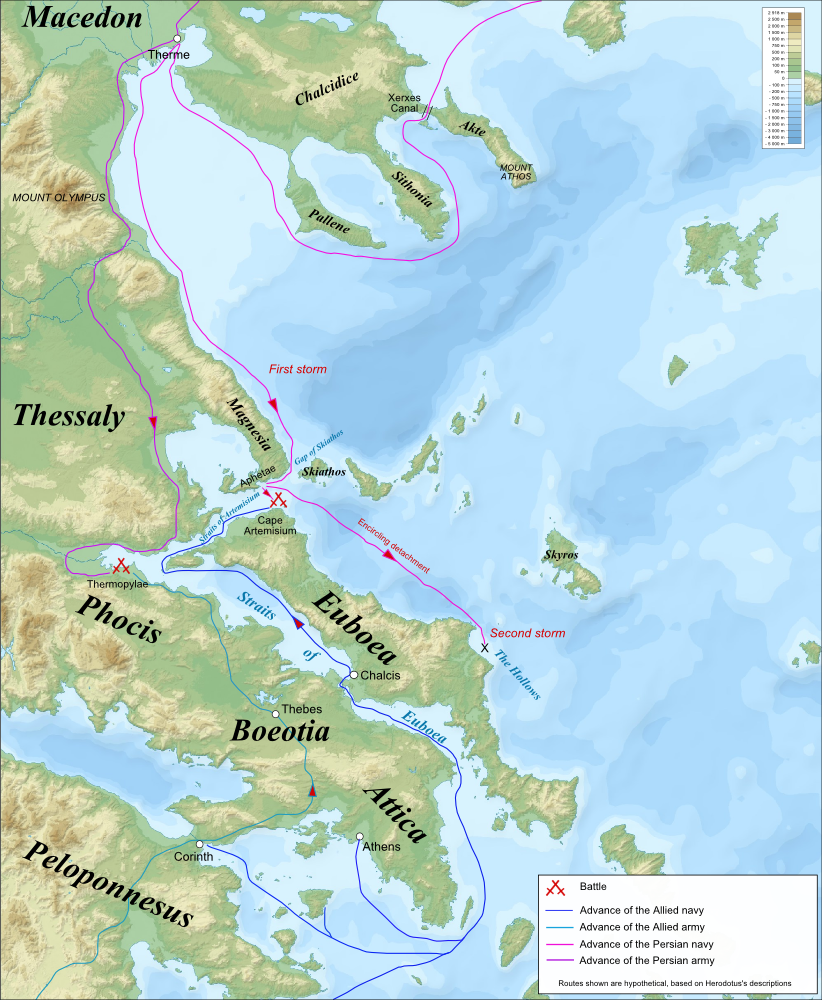
نقشه مربوط به نبرد آرتمیزیوم که پیشرفت نیروهای یونانی و نیروهای ایرانی در ترموپیل و آرتمیزیوم را نشان می‌دهد.

نبرد آرتمیزیوم؛ همزمان با نبرد ترموپیل جنگی مابین ناوگان‌های دریایی ایران و یونانی‌ها در آرتمیزیوم رخ داد. نیروی دریایی یونانی‌ها متشکل بود از ۲۷۱ کشتی که در این بین سهم آتنی‌ها از همه بیش‌تر؛ یعنی ۱۲۰ فروند بود. ولی ریاست این عده بر عهده شخصی به نام اوری‌بیاد از اهالی اسپارت سپرده شد، زیرا متحدین اعلام کرده بودند که اگر ریاست با آتنی‌ها باشد متفرق خواهند شد و آتنی‌ها از ترس این‌که نفاق کل یونان را بر باد دهد با ریاست اسپارتی‌ها موافقت کردند.
بنابر گزارش هرودوت نیروی دریایی یونان وقتی به آرتمیزیوم رسیده و تعداد کشتی‌ها و مردان جنگی پارس را دیدند وحشت بزرگی به آن‌ها دست داد و تصمیم به فرار گرفتند، اما اهالی اوبه از ترس این‌که مبادا این تصمیم زود به مرحله اجرا گذاشته شده و آن‌ها بی‌مدافع بمانند از فرمانده اوری‌بیاد درخواست کردند که این تصمیم را زود به اجرا نگذارد تا آن‌ها بتوانند زنان و کودکان خود را به محلی امن منتقل کنند. اما فرمانده راضی نشد و تعلل کرد و اصرار داشت هرچه زودتر به داخل یونان بگریزد. چون اهالی اوبه اوضاع را چنین دیدند نزد
تمیستوکل رفته سی تالان پول به او دادند تا یونانی‌ها را مجبور کند در اوبه بمانند و جنگ کنند. تمیستوکلس این پول را بین سرداران یونانی تقسیم کرد. از جمله پنج تالان به اوری‌بیاد داد و چنین وانمود کرد که این پول را از جیب خود می‌دهد و بدین ترتیب با پرداخت رشوه اوری‌بیاد و دیگر فرماندهان را به طرف خود جلب کرد. یونانی‌ها موافقت کردند که در آرتمیزیوم بمانند و نبرد دریایی آغاز شد.
در ابتدا پارس‌ها چون عده کم کشتی‌های یونانی را دیدند اشتیاق به حمله پیدا کرده تصمیم گرفتند کل نیروی دریایی یونان را یکجا نابود کنند اما از آنجا که در بعد‌ازظهر این جنگ رخ داده بود پارس‌ها گمان بردند که با شروع حمله جنگ به درازا بکشد و یونانی‌ها از تاریکی شب استفاده کرده بگریزند حال آنکه تصمیم بر آن بود که همه ناوگان یونان یکجا نابود گردد بنابراین پارس‌ها حیله‌ای بکار برده ۲۰۰ کشتی را مأمور کردند تا اوبه را دور زده از پشت سر یونانی‌ها به اوریپ داخل شوند و بحریه یونان را محاصره کنند اما در همین حین یکی از یونانی‌ها که داخل سپاه پارس بود بنام سیللیاس از فرصت استفاده کرده به سمت یونانی‌ها گریخت و خبر دور زدن ۲۰۰ کشتی پارسی را به یونانی‌ها داد. سرداران یونانی مجلس مشورتی ترتیب داده و تصمیم گرفتند که فرصت به پارس‌ها نداده حمله را شروع کنند.
یونانی‌ها نیمه شب به طرف پارس‌ها هجوم بردند ایرانی‌ها که می‌دیدند یونانی‌ها با عده کمی به طرف آن‌ها می‌آیند یقین حاصل کرده که آن‌ها دیوانه شده‌اند که خود را به طرف فنای حتمی سوق می‌دهند پس صفوف خود را آراستند و آماده نبرد شدند با شیپور اول دو طرف صف‌آرائی کرده و با شیپور دوم نبرد سختی آغاز شد پاروزنان با قدرت هرچه تمامتر پارو می‌زدند و کشتی‌ها سینه دریا را می‌شکافتند سرداران نیز با فریادهای بلند پاروزنان را تشویق به پاروزدن بیشتر می‌کردند سربازان دو طرف نیز بر عرشه کشتی‌ها ایستاده به نزدیک شدن دشمن می‌نگریستند در دل آن‌ها اضطراب و دلهره فراوانی بروز می‌کرد و دندان‌ها را بر یکدیگر سائیده قبضه شمشیر خود را می‌فشردند سرانجام کشتی‌ها به همدیگر رسیده به سختی به هم برخورد کردند و جنگ مغلوبه شد نبرد سختی بر روی عرشه کشتی‌ها آغاز شد و دو طرف به یک اندازه شجاعت به خرج دادند و عده تلفات هر دو برابر بود. اما چون شب هنگام بود نتیجه قطعی حاصل نشد هر دو طرف دست از نبرد برداشته به جایگاه‌های خود برگشتند.
در روز دوم نبرد ۲۰۰ کشتی ایرانی که مأمور بودند جزیره اوبه را دور بزنند دچار طوفان شده و تعدادی از آن‌ها به ساحل برخورد کرده غرق شدند چون خبر به یونانی‌ها رسید بر قوت‌قلب آن‌ها افزوده شد. مجدداً حمله را شروع کردند و به قلب بحریه پارس حمله‌ور شدند باز نبرد سختی درگرفت ولی مثل بار اول نتیجه قطعی حاصل نشد در روز سوم پارس‌ها خشمگین از به‌طول انجامیدن نبرد قوای خود را جمع‌آوری و صفوف خود را به صورت نیم دایره آراسته و حمله را شروع کردند با شروع درگیری تعداد زیادی از کشتی‌های یونانیان غرق شد و خسارت زیادی به بحریه آن‌ها وارد آمد در این حین یونانی‌ها مردد در عقب‌نشینی بودند که خبر شکست اسپارتی‌ها در تنگهٔ ترموپیل و کشته شدن لئونیداس به آن‌ها رسید پس تصمیم گرفتند که عقب‌نشینی کرده به داخل یونان بگریزند بدین ترتیب با فرار یونانی‌ها نبرد آرتمیزیوم به نفع ایرانی‌ها خاتمه یافت و نیروی دریایی ایران آرتمیزیوم را فتح کرد.
.